# 磔磔
磔磔（たくたく）は、京都市下京区にあるライブハウスである。

## 歴史
1917年（大正6年）5月建立の木造酒蔵を改装し1974年にレコード喫茶としてオープン。1978年よりライブハウスとなった。
2024年にオープン50年目・築107年目を迎えた。

## 主な出演者
1970年代
- RCサクセション
- THE ALFEE
- 石田長生BAND
- ウエスト・ロード・ブルース・バンド
- 上田正樹とサウス・トゥ・サウス
- 遠藤賢司
- 大塚まさじ & Sky Dog Blues Band
- 金子マリ & バックスバニー
- 北京一 & バッドクラブバンド
- 西岡恭蔵
- 宮川左近ショー
- 憂歌団

1980年代
- アーマ・トーマス
- アナーキー
- 有山淳司 内田勘太郎 DUO
- 有山じゅんじ & Shakers
- ANTHEM
- 横道坊主
- Gargoyle
- カラワン楽団
- カルメンマキ & The Rust
- SION
- SKAFUNK
- スピッツ
- De-LAX
- 友部正人
- ネヴィル・ブラザーズ
- BUCK-TICK
- 深町純 KEEP
- ビアズリー
- THE BLUE HEARTS
- BOØWY
- BO GUMBOS

1990年代
- エレファントカシマシ
- BAHO
- MOJO CLUB
- 麗蘭

2000年代
- ジェシー・ハリス

2010年代
- ウィルコ・ジョンソン
- 細野晴臣
- 高橋幸宏

2020年代
- 戸川純

1994年から2019年までの25年間、年末に麗蘭がライブをすることが恒例になっていた。

## アクセス
- 京都河原町駅 徒歩3分
- 四条駅 徒歩5分
- 祇園四条駅 徒歩10分

## 番組
- 2020年8月8日『磔磔（たくたく）というライブハウスの話』（フジテレビ）[2]